# Lijst van gouverneurs van Örebro län
Dit is een lijst van gouverneurs van de provincie Örebro län in Zweden, in de periode 1634 tot heden. Örebro län heette tot de afsplitsing van Värmlands län in 1779 Närkes och Värmlands län.
- Gustav Lejonhufvud 1634–1648
- Krister Bonde 1648–1653
- Gustav Soop 1653–1658
- Abraham Lejonhufvud 1658–1676
- Jacob Fleming 1676–1677
- Mårten Reutercrantz 1677–1680
- Klas Fleming 1680–1681
- Gustav Lilliecrona 1681–1685
- Didrich Wrangel 1685–1693
- Fromhold Fägerskiöld 1693–1706
- Salomon Cronhjelm 1707–1714
- Klas Ekeblad 1714–1719
- Konrad Ribbing 1719–1729
- Erik Wrangel 1729–1739
- Nils Reuterholm 1739–1756
- Adolf Mörner 1756–1766
- John A. Hamilton 1766–1780
- Evert August Franc 1780–1796
- Karl Didrik Hamilton 1796–1801
- Solomon Lövenskjöld 1801–1816
- Nils Gyldenstolpe 1817–1834
- Wilhelm Albrecht d'Orchimont, waarnemend 1834–1835
- Erik Johan Bergensköld 1835–1856
- Karl Åkerhielm 1856–1876
- Axel Bergström 1876–1893
- Axel G. Svedelius 1893–1904
- Theodor Nordström 1904–1911
- Karl Johan Bergström 1911–1925
- Henning Elmqvist 1925–1928
- Bror C. Hasselrot 1928–1947
- Karl Johan Olsson 1947–1960
- Valter Åman 1961–1971
- Harald Aronsson 1971–1980
- Ove Sundelius, waarnemend 1980
- Elvy Olsson 1980–1989
- Sigvard Marjasin 1989–1994
- Lars Östring, waarnemend 1994–1995
- Gerd Engman 1995–2004
- Lars Östring, waarnemend 2004
- Sören Gunnarsson 2004–2008
- Rose-Marie Frebran 2008–2015
- Maria Larsson sinds 2015

Blekinge län · Dalarnas län · Gävleborgs län · Gotlands län · Hallands län · Jämtlands län · Jönköpings län · Kalmar län · Kronobergs län · Norrbottens län · Örebro län · Östergötlands län · Skåne län · Södermanlands län · Stockholms län · Uppsala län · Värmlands län · Västerbottens län · Västernorrlands län · Västmanlands län · Västra Götalands län